# 李旦 (正德進士)
李旦（1478年—？），字周輔，福建漳州漳浦縣人，軍籍，明朝政治人物。

## 生平
福建鄉試第十五名舉人。正德六年（1511年）中式辛未科會試第一百五名，登第三甲第一百二十六名進士。

## 家族
曾祖李□；祖父李祚；父李和，母何氏。慈侍下。